# Лејквју (Тексас)
Лејквју (енгл. Lakeview) град је у америчкој савезној држави Тексас. По попису становништва из 2010. у њему је живело 107 становника.

## Демографија
Према попису становништва из 2010. у граду је живело 107 становника, што је 45 (29,6%) становника мање него 2000. године.
| Група             | 2000.      | 2010.      |
| Белци             | 52 (34,2%) | 57 (53,3%) |
| Афроамериканци    | 14 (9,2%)  | 3 (2,8%)   |
| Азијати           | 0 (0,0%)   | 0 (0,0%)   |
| Хиспаноамериканци | 84 (55,3%) | 47 (43,9%) |
| Укупно            | 152        | 107        |